# Amphipyra chalcoptera
Amphipyra chalcoptera är en fjärilsart som beskrevs av Felder 1874. Amphipyra chalcoptera ingår i släktet Amphipyra och familjen nattflyn. Inga underarter finns listade i Catalogue of Life.